# Рич, Чарли
Чарльз (Чарли) Рич, англ. Charles (Charlie) Rich  (14 декабря 1932 — 25 июля 1995) — американский исполнитель и музыкант в жанрах кантри, поп, рокабилли, джаз, блюз, госпел. Обладатель премии «Грэмми». Его песни «Behind Closed Doors» и «The Most Beautiful Girl» возглавляли хит-парады в 1973 году.

## Ранние годы
Чарльз (Чарли) Рич родился в городе Колт, Арканзас, США в семье фермеров. Его музыкальная карьера началась в начале 1950-х г., когда он проходил службу в частях военно-воздушных сил армии США. Первая группа Рича, the Velvetones играла музыку в стилях джаз и блюз. Основной вокалисткой группы являлась жена Рича Маргарет Энн. В 1955 г. Рич завершил службу в армии. Он начинает выступать в клубах в Мемфисе, исполняя музыку в стилях джаз и R&B, именно в этот период времени он начинает писать собственные песни.

## Карьера
В конце 1950-х г. Рич работал сессионным музыкантом на студии Judd Records, принадлежащей Джадду Филлипсу. В 1958 г. Рич стал регулярным сессионным музыкантом на студии Sun Record. Он играл на записях множества исполнителей, в том числе Джерри Ли Льюиса и Джонни Кэша. В этот период он также писал песни для Джерри Ли Льюиса, Джонни Кэша и других исполнителей.
Карьеру сольного исполнителя Чарли Рич начал в начале 1960-х г. Первоначально его альбомы и синглы не пользовались успехом у публики, но затем его синглы стали попадать в кантри-чарты. Наибольшего успеха Рич добился в 1973 г. с выходом альбома «Behind Closed Doors», две песни из которого, заглавная и «The Most Beautiful Girl» стали хитами и кантри и поп-чартов, а сам альбом стал четырежды платиновым в США и дважды платиновым в Канаде. Дальнейшие работы исполнителя пользовались меньшим коммерческим успехом, тем не менее, альбомы «There Won’t Be Anymore» и «Very Special Love Songs» (оба — 1974 г.) стали «золотыми» в США, а синглы Чарли Рича присутствовали в кантри-чартах вплоть до начала 1980-х г. С середины 1980-х г. Рич перестал выпускать новые записи и лишь иногда выступал с концертами.

## Смерть
Чарли Рич умер во сне 25 июля 1995 г. в мотеле Хаммонда, Луизиана. Ему было 62 года. Причина смерти — тромбоэмболия легочной артерии. Похоронен на Мемориальном Кладбище в Мемфисе, Теннесси.

## Дискография
| Год                                                             | Альбом                                                 | Высшая позиция | Высшая позиция | Высшая позиция | Сертификация  | Сертификация  |
| Год                                                             | Альбом                                                 | США кантри     | США            | Канада         | США           | Канада        |
| --------------------------------------------------------------- | ------------------------------------------------------ | -------------- | -------------- | -------------- | ------------- | ------------- |
| 1960                                                            | Lonely Weekends with Charlie Rich                      | —              | 22             | —              | —             | —             |
| 1964                                                            | Charlie Rich                                           | —              | —              | —              | —             | —             |
| 1965                                                            | That’s Rich                                            | —              | —              | —              | —             | —             |
| 1965                                                            | Big Boss Man                                           | —              | —              | —              | —             | —             |
| 1965                                                            | The Many New Sides of Charlie Rich                     | —              | —              | —              | —             | —             |
| 1965                                                            | The Best Years                                         | —              | —              | —              | —             | —             |
| 1967                                                            | Charlie Rich Sings Country & Western                   | —              | —              | —              | —             | —             |
| 1969                                                            | The Fabulous Charlie Rich                              | —              | —              | —              | —             | —             |
| 1970                                                            | Boss Man                                               | 44             | —              | —              | —             | —             |
| 1970                                                            | She Loved Everybody But Me                             | —              | —              | —              | —             | —             |
| 1972                                                            | The Best of Charlie Rich                               | 4              | —              | —              | —             | —             |
| 1973                                                            | Behind Closed Doors                                    | 1              | 8              | 4              | 4х платиновый | 2х платиновый |
| 1973                                                            | Tomorrow Night                                         | 24             | —              | —              | —             | —             |
| 1974                                                            | Charlie Rich Sings the Songs of Hank Williams & Others | 33             | 177            | —              | —             | —             |
| 1974                                                            | Arkansas Traveler                                      | —              | —              | —              | —             | —             |
| 1974                                                            | Fully Realized                                         | 11             | 201            | —              | —             | —             |
| 1974                                                            | She Called Me Baby                                     | 10             | 84             | 70             | —             | —             |
| 1974                                                            | There Won’t Be Anymore                                 | 1              | 36             | 30             | Золотой       | —             |
| 1974                                                            | Very Special Love Songs                                | 1              | 24             | 25             | Золотой       | —             |
| 1974                                                            | The Best of Charlie Rich                               | 4              | 89             | 81             | —             | —             |
| 1975                                                            | Everytime You Touch Me (I Get High)                    | 1              | 54             | —              | —             | —             |
| 1975                                                            | Greatest Hits                                          | 14             | 162            | —              | —             | —             |
| 1975                                                            | The Silver Fox                                         | 1              | 25             | 47             | —             | —             |
| 1976                                                            | Greatest Hits                                          | 6              | —              | —              | —             | —             |
| 1976                                                            | Silver Linings                                         | 25             | 160            | —              | —             | —             |
| 1976                                                            | The World of Charlie Rich                              | 22             | 204            | —              | —             | —             |
| 1977                                                            | Big Boss Man/My Mountain Dew                           | 38             | —              | —              | —             | —             |
| 1977                                                            | Rollin' with the Flow                                  | 19             | 180            | —              | —             | —             |
| 1977                                                            | Take Me                                                | 22             | —              | —              | —             | —             |
| 1978                                                            | Classic Rich                                           | 29             | —              | —              | —             | —             |
| 1978                                                            | Classic Rich Vol. 2                                    | 29             | —              | —              | —             | —             |
| 1978                                                            | The Fool Strikes Again                                 | —              | —              | —              | —             | —             |
| 1978                                                            | I Still Believe in Love                                | 29             | —              | —              | —             | —             |
| 1979                                                            | Nobody But You                                         | —              | —              | —              | —             | —             |
| 1980                                                            | Once a Drifter                                         | 52             | —              | —              | —             | —             |
| 1992                                                            | Pictures and Paintings                                 |                |                |                |               |               |
| «—» альбом не попал в чарт, не выпускался или не сертифицирован |                                                        |                |                |                |               |               |

## Награды
Академия музыки кантри
- 1973 Альбом года — Behind Closed Doors
- 1973 Сингл года — Behind Closed Doors
- 1973 Лучший исполнитель

American Music Awards
- 1974 Кантри-сингл — «Behind Closed Doors»
- 1975 Кантри-исполнитель
- 1975 Кантри-сингл — «The Most Beautiful Girl»

Ассоциация музыки кантри
- 1973 Альбом года — Behind Closed Doors
- 1973 Сингл года — «Behind Closed Doors»
- 1973 Вокалист года
- 1974 Альбом года — «A Very Special Love Song»
- 1974 Исполнитель года

Грэмми
- 1974 Лучшее мужское вокальное кантри-исполнение — «Behind Closed Doors»
- 1998 Зал славы Грэмми — «Behind Closed Doors»